# Daphne Koller
Daphne Koller (hebr. ‏דפנה קולר‎; ur. 27 sierpnia 1968 w Izraelu) – amerykańska i izraelska profesor Wydziału Informatyki Uniwersytetu Stanforda, współzałożycielka platformy edukacyjnej Coursera i laureatka nagrody MacArthura. Zajmuje się sztuczną inteligencją i jej zastosowaniami w biomedycynie. W 2004 r. Koller została przedstawiona w artykule MIT Technology Review zatytułowanym „10 nowych technologii, które zmienia twój świat” poświęcony tematyce uczenia maszynowego Bayesa.

## Edukacja
Studiowała na Uniwersytecie Hebrajskim w Jerozolimie, gdzie uzyskała tytuł licencjata w 1985 roku, w wieku 17 lat, a magistra rok później. Następnie przeniosła się do USA, gdzie uzyskała doktorat na Stanford University pod kierunkiem Josepha Halperna.

## Kariera
Po uzyskaniu tytułu doktora, w latach 1993–1995 kontynuowała badania na University of California w Berkeley. W 1995 roku rozpoczęła pracę na Wydziale Informatyki Stanford University. W 2004 otrzymała grant MacArthur Fellowship. W 2014 roku została członkiem American Academy of Arts and Sciences.
W 2004 roku, wraz z Nirem Friedmanem, wydała książkę o modelach statystycznych korzystających z grafów. W lutym 2012 roku udostępniła bezpłatny kurs internetowy na ten temat.
W kwietniu 2008 r. Koller, jako pierwsza w historii, została nagrodzona grantem w wysokości 150 tys. dolarów, przez fundacje ACM-Infosys w dziedzinie informatyki.
2012 r. Koller i Andrew Ng, profesor nauk komputerowych na Stanford, w laboratorium studiów nad sztuczną inteligencja, założyli Coursera. Razem z Ng byli dyrektorami generalnymi, później Koller została prezesem. Za swoją pracę na rzecz rozwoju edukacji online, została ona wpisana na listy: 10 Najważniejszych Osób 2010 r. Newsweeka; 100 Najbardziej Wpływowych Osób 2012 r. według Time’a; Najkreatywniejsze Osoby 2014 r. przez Fast Company.
Koller opuściła Courserę w 2016 r. i została głównym informatykiem w Calico. Opuściła tę firmę w 2018 i dołączyła do zespołu Insitro, zajmującego się badaniami nad nowymi lekarstwami.
Razem z Suchi Saria i Anną Penn ze Stanford, Koller stworzyła PhysiScore, który, analizując dane informacje, przewiduje wielkość zagrożenia problemami zdrowotnymi u wcześniaków.
Jej byli doktoranci to między innymi: Lise Getoor, Mehran Sahami, Suchi Saria, Eran Segal i Ben Taskar.